# Перемишель
Пере́мишель, Перемишль — село в Україні, в Улашанівській сільській громаді Шепетівському районі Хмельницької області. Засноване у 1583 році. Населення становить 733 осіб станом на 2024 рік.

## Історія
Перемишель вперше згадується у 1583 році, як власність князя Михайла Заславського. В 1648 році село належало Павлу Гуцалу і було там 22 будинки, в 1650 році 9 будинків, в 1651 році лише 1 будинок.
Поселок Перемишель існував вже в першій половині 17 століття і під час війни Богдана Хмельницького. Тоді вже було в селі Перемишель 22 будинки, але через три роки, а саме в 1651році, кількість будинків в селі Перемишель зменшилось до 1. Можна з впевненістю стверджувати, що будинки поселень були розорені ненавистю і помстою поляків, а жителі які здатні були носити зброю, приєдналися до Б.Хмельницького, а інші розбіглися. За час війни Хмельницького село Перемишель мав імення Павла Гуцало.
Говорячи про походження назви села «Перемишель» (так іменується село в документі про передачу його разом з іншими селами князем Ізяславським князем Славутським, так воно іменується і на карті «Атлас Польщі» за 1772 рік), можна припустити, що назва села зв'язана з мисливством яким займалися перші поселенці бо селище в давнину було оточене дрімучими лісами.
З промислових підприємств в районі села була цегельна, паровий млин, які належали князю. Паровий млин перемелював за рік 45000 пудів зерна. Другий паровий млин належав Заболоцькому О. І. був в оренді у Вишневського А. На ньому перемелювалось в рік 4000 пудів зерна. На обох млинах працювало по 2 робітники. («Пам'ятна книжка Волинської губернії 1915 рік»)
В кінці 19 століття в селі було 142 домів і 900 жителів, церква на кладовищі побудована у 1857 році на місці старої, початкова школа 1870 року.
Школа грамоти в селі існує з 1870 року і знаходилась у невеличкому дерев'яному будинку довжиною 15 аршин, шириною 10 і висотою 4 аршини. Першим учителем був солдат, що відслужив службу, Скрипнюк Іван. В 1886році школа була передана у відомство церкви стала церковно-приходською. Вчителем у цей час був звільнений в запас армії рядовий Артем Григорович Шевчук. В 1913 році в школі навчалось 35-40 учнів,- це переважно хлопчики заможних селян.
У 1906 році село Жуківської волості Ізяславського повіту Волинської губернії. Відстань від повітового міста 30 верст, від волості 8. Дворів 140, мешканців 921.
Революційна хвиля 1905—1907 років докотилася і до села Перемишель, селяни страйкували не виходили на панське поле, вимагали підвищення заробітної плати. Влітку 1905 року місцеві селяни Скрипнюк Михайло і Гуменюк Парфен прийшли на поле, де працювали селяни і організували страйк. Три дні страйкували селяни. Пан змушений був збільшити заробіток з 15-20 коп. до 40коп.
В кінці жовтня 1917 року мешканці села допомагали громити величезний маєток князя Сангушка в м. Славута. На початку листопада 1917 року селяни захопили поміщицьку землю.
7 (20) листопада 1917 року, відповідно до Третього Універсалу Української Центральної Ради, увійшло до складу Української Народної Республіки.
В період більшовицько-українських воєн деякі жителі села Перемишель співпрацювали з більшовиками (у складі Червоної Армії та партизанських загонів), чинячи збройний опір військовикам Української Народної Республіки та беручи участь у бойових діях проти денікінців за міста Шепетівку, Бердичів, Коростень, Київ.
Під час Голодомору в селі померло 76 осіб.
4 липня 1941 року село було окуповане німцями.
12 січня 1944 року село Перемишель повернулося під контроль радянської армії і населення приступило до відбудови громадського господарства. Трудівники села внесли свій внесок в справу перемоги над ворогом, зібравши значні кошти на виробництво танків для танкової колони «Радянське Поділля»
12 червня 2020 року, відповідно до розпорядження Кабінету Міністрів України № 727-р «Про визначення адміністративних центрів та затвердження територій територіальних громад Хмельницької області», увійшло до складу Улашанівської сільської територіальної громади.
19 липня 2020 року, в результаті адміністративно-територіальної реформи та ліквідації Славутського району, село увійшло до складу новоутвореного Шепетівського району.

## Населення
Згідно з переписом УРСР 1989 року чисельність наявного населення села становила 874 особи, з яких 412 чоловіків та 462 жінки.
За переписом населення України 2001 року в селі мешкали 793 особи.

### Мова
Розподіл населення за рідною мовою за даними перепису 2001 року:
| Мова       | Відсоток |
| ---------- | -------- |
| українська | 99,37 %  |
| російська  | 0,63 %   |

## Відомі люди
17 квітня 1960 року в селі Перемишель народився Скрипнюк Олександр Васильович - заслужений юрист України, директор Інституту держави і права ім. В.М. Корецького НАН України. Український правознавець, фахівець в галузі конституційного права, теорії держави та права, державного управління. Доктор юридичних наук (1996), професор (1996), дійсний член (академік) Національної академії правових наук (2004), член-кореспондент  Національної академії педагогічних наук України (1999). Вищу освіту здобув в Київському державному університеті імені Т.Г.Шевченка за спеціальністю «Історія» (1986 р.) та в Одеському державному університеті ім. І.І. Мечникова за спеціальністю «правознавство» (1995 р.). Стажувався в Університеті штату Міннесота (м. Міннеаполіс, США) за спеціальністю «державне управління» (2000 р.).

В селі Перемишель народився Сергій Володимирович Новак - командир Чопського прикордонного загону (з 18.03.2025 року).

## Учасники АТО та Сил Оборони України
- Старший солдат Кириченко Олександр, 31 жовтня 1989 — 19 жовтня 2023
- Старший солдат Савчук Артур Іванович, 16 травня 1990 — 2 липня 2023

## Символіка
Затверджена 29 червня 2016 р. рішенням № 18 VIII сесії сільської ради VII скликання. Автори — В. М. Напиткін, Н. В. Попенчук.

### Герб
Зелений щит розтятий срібним хвилястим стовпом, з лазуровою трикутною главою. У главі злітає срібний голуб. В першій частині три срібні гілочки квітучої верби («котики») із золотими листочками; в другій — золота ялинова гілка. Щит вписаний в золотий декоративний картуш і увінчаний золотою сільською короною. Внизу картуша напис «ПЕРЕМИШЕЛЬ».
Голуб — символ духовності і миру. Ялина символізує навколишні ліси, а вербова гілка — густі верболози, серед яких на березі річки і виникло село.

### Прапор
На зеленому квадратному полотнищі від верхніх кутів до середини відходить синій трикутник, назустріч якому від нижнього пруга виходить біла хвиляста смуга (в 1/10 прапора). На верхній частині злітає білий голуб, на древковій три білих гілочки квітучої верби з жовтими листочками, на вільній вертикальна жовта гілочка ялини.